# William Sheller et le quatuor Halvenalf
Albums de William Sheller
Simplement
(1983) Master Série
(1987)
William Sheller et le quatuor Halvenalf est le 2e album live de William Sheller sorti en 1984. Il fut enregistré lors de la seconde prestation du chanteur à l'Olympia, une série de concerts qui se sont déroulés du 11 au 16 septembre 1984.
À l'époque de l'album (et des tournées), le quatuor Halvenalf se composait de Jeannot Gillis (violon), Jacqueline Rosenfeld (violon), Claudine Steenackers (violoncelle) et Wiet van de Leest (alto).

## Titres
| 1.    | Ouverture (instrumental)          | 4:02 |
| 2.    | Maman est folle                   | 2:15 |
| 3.    | Les mots qui viennent tout bas    | 2:38 |
| 4.    | Le capitaine                      | 3:47 |
| 5.    | Chanson lente                     | 2:39 |
| 6.    | J'suis pas bien                   | 3:22 |
| 7.    | À franchement parler              | 3:37 |
| 8.    | Oh! J'cours tout seul             | 2:49 |
| 9.    | Les filles de l'aurore            | 3:45 |
| 10.   | Le Carnet à spirale               | 2:19 |
| 11.   | Nage libre (instrumental)         | 2:02 |
| 12.   | Une chanson noble et sentimentale | 2:49 |
| 13.   | Symphoman                         | 5:17 |
| 14.   | Simplement                        | 4:17 |
| 15.   | Mon dieu que j'l'aime             | 4:33 |
| 49:18 |                                   |      |